# Novocaine for the Soul
"Novocaine for the Soul" is een nummer van de Amerikaanse band Eels. Het nummer verscheen op hun debuutalbum Beautiful Freak uit 1996. Op 3 februari van dat jaar werd het nummer uitgebracht als de debuutsingle van de band.

## Achtergrond
"Novocaine for the Soul" is geschreven door Mark Oliver Everett en Mark Goldenberg en geproduceerd Everett, Goldberg, Jon Brion en Michael Simpson. De sample uit de intro is afkomstig uit drie verschillende nummers: "Straightaway" van Captain Kings and the Monkeytimers, "Let the Four Winds Blow" van Fats Domino en "She Knows" van The Schoolboys. Het nummer verkreeg vooral populariteit door het gebruik in verschillende media, waaronder de films Berlin Blues, Mean Creek en Dream for an Insomniac, de trailer van de film Novocaine en de televisieseries Trigger Happy TV en My Mad Fat Diary.
"Novocaine for the Soul" werd een internationale hit, met in het Verenigd Koninkrijk een 10e positie in de UK Singles Chart als hoogtepunt. In de Verenigde Staten kwam de single niet in de Billboard Hot 100 terecht, maar kwam  wel tot een 39e positie in de airplay-lijsten en werd het een nummer 1-hit in de Modern Rock Tracks-lijst. In Australië werd de 84e positie in de hitlijst bereikt. 
In Nederland werd de single destijds regelmatig gedraaid op Radio 538, Hitradio Veronica en Radio 3FM. Desondanks werd er géén notering behaald in de Nederlandse Top 40 op Radio 538, maar bereikte wél een 99e positie in de publieke hitlijst op Radio 3FM; de Mega Top 100.
In de videoclip van het nummer hangen de leden van de band aan dunne touwen, waardoor het lijkt alsof ze vliegen. Regisseur Mark Romanek werd hiervoor geïnspireerd door de film Mary Poppins.

## Hitnoteringen

### Mega Top 100
| Hitnotering: 21-12-1996 t/m 11-01-1997 | Hitnotering: 21-12-1996 t/m 11-01-1997 | Hitnotering: 21-12-1996 t/m 11-01-1997 | Hitnotering: 21-12-1996 t/m 11-01-1997 | Hitnotering: 21-12-1996 t/m 11-01-1997 | Hitnotering: 21-12-1996 t/m 11-01-1997 |
| Week                                   | 1                                      | 2                                      | 3                                      | 4                                      |                                        |
| -------------------------------------- | -------------------------------------- | -------------------------------------- | -------------------------------------- | -------------------------------------- | -------------------------------------- |
| Positie                                | 91                                     | 90                                     | 95                                     | 94                                     | uit                                    |

### NPO Radio 2 Top 2000
| Nummer met noteringen in de NPO Radio 2 Top 2000 | '16  | '17  | '18  | '19  | '20  |
| ------------------------------------------------ | ---- | ---- | ---- | ---- | ---- |
| Novocaine for the Soul                           | 1393 | 1448 | 1745 | 1838 | 1878 |

1. ↑  Een vetgedrukt getal geeft de hoogste notering aan.
2. ↑  2016 was het eerste jaar met een notering voor dit nummer.
3. ↑  Deze tabel is bijgewerkt tot en met de laatste editie (2024).